# Bibliothèque centrale et d'État de Berlin
La Bibliothèque centrale et d'État de Berlin (ZLB) est la bibliothèque centrale publique de l'État de Berlin avec des tâches de bibliothèque d'État.

## Histoire et bases juridiques
La ZLB est créé le 1er octobre 1995 par une loi de l'État de Berlin en tant que fondation juridiquement responsable de droit public (de). La fondation regroupe la bibliothèque commémorative américaine et la bibliothèque de la ville de Berlin (de). Avec la loi sur la modification du droit des bibliothèques, la Bibliothèque du Sénat de Berlin (de) et le Catalogue général de Berlin sont également rattachés à la fondation le 1er janvier 2005. En 2011, la bibliothèque dispose de 3,4 millions de médias électroniques et imprimés. Selon ses propres dires, il s'agit de la « plus grande bibliothèque publique d'Allemagne » et de « l'institution culturelle et éducative la plus fréquentée de Berlin ».
La fondation est autonome. La direction est assurée par le conseil d'administration et le directeur de gestion Volker Heller (de), qui est soumis au contrôle d'un conseil de fondation qui prend les décisions fondamentales. La présidence du conseil de la fondation est assurée par l'administration du Sénat de la Culture et de l'Europe (de). Les bâtiments de la fondation appartifont font partie du patrimoine spécial de l'État de Berlin (SILB) et sont gérés par BIM Gestion immobilière de Berlin (de).
La fondation a pour mission (avec les bibliothèques publiques des arrondissements) de fournir des médias et des informations à toutes les catégories de la population berlinoise. Les livres, supports sonores et autres offres sont répartis de manière thématique dans les deux maisons de la fondation. La fondation possède d'importantes collections historiques et patrimoniales dans les collections de Berlin. En outre, la fondation est la bibliothèque de dépôt légal pour tous les écrits publiés à Berlin. Dans la partie ouest de la ville, cette tâche était auparavant assumée par la bibliothèque universitaire de l'Université libre de Berlin. Une offre de la ZLB et des bibliothèques de quartier depuis l'été 2008 est VÖBB24, le prêt de médias électroniques via le web 24 heures sur 24. VÖBB24 est remplacé fin 2016 par les offres numériques du VÖBB et regroupe tous les médias disponibles sous forme numérique du VÖBB.
La ZLB appartient à l'Association des bibliothèques publiques de Berlin (de) (VÖBB) et à l'Association des bibliothèques coopératives de Berlin-Brandebourg (de) (KOBV). Elle est membre de l'Association des bibliothèques allemandes (de), Association régionale de Berlin.
La ZLB collabore au développement de nouveaux services et programmes avec d'autres bibliothèques nationales et internationales, notamment celles de Helsinki, Aarhus, Oslo, Amsterdam et Chicago.

## Bibliothèque de l'année 2019
Le 23 mai 2019, l'Association allemande des bibliothèques annonce que la ZLB a reçu le titre de "Bibliothèque de l'année (de) 2019". La justification précise : « que cette bibliothèque, avec ses offres participatives et ses services numériques nouvellement développés, réagit en permanence aux évolutions sociales et médiatiques de manière stratégique exemplaire et se positionne ainsi comme un lieu public au cœur de la société urbaine ».

## Nouvelle construction sur un site unique
Le 17 octobre 2011, les partis au pouvoir, le SPD et la CDU décident de construire un nouveau bâtiment pour la ZLB en bordure du champ de Tempelhof et de regrouper tous les sites de la bibliothèque en un seul endroit. Le nouveau projet de construction est approuvé par le référendum sur le champ de Tempelhof à Berlin (de) du 25 mai 2014, qui interdit toute construction sur le site. La ZLB continue cependant à poursuivre l'objectif d'un regroupement des sites dans un bâtiment fonctionnellement adapté. Le nouveau bâtiment de la ZLB doit maintenant être construit sur le site de la Bibliothèque commémorative américaine à Kreuzberg. La surface utile prévue est de 37 000 mètres carrés et les coûts sont estimés à 360 millions d'euros. Les travaux devraient débuter au plus tôt en 2026.

## Ouverture le dimanche
Depuis le 24 septembre 2017, la ZLB est ouverte le dimanche de 11h00 à 17h00 sur le site de la bibliothèque commémorative américaine avec un programme de manifestations. Pour des raisons de droit du travail (§9 et §10 de la loi sur le temps de travail (de)), il n'y a pas de consultation bibliothécaire pendant cette période. Ces dimanches de manifestations sont organisés par un bureau des manifestations.

## Collections berlinoises
Le secteur "Collections berlinoises" de la ZLB acquiert des Berolinensien (ouvrages et documents consacrés à Berlin) avec la plus grande exhaustivité possible. La collection comprend environ 200 000 documents.
Outre les livres et les périodiques sur Berlin, les collections berlinoises de la ZLB abritent près de 4 000 plans de la ville de Berlin, environ 15 000 cartes postales de Berlin, environ 400 quotidiens berlinois depuis 1724 sur environ 15 000 microformes et une collection de coupures de presse avec environ 150 000 coupures de presse originales de quotidiens et d'hebdomadaires berlinois depuis les années 1930 jusqu'en 2006.
Le thème de Berlin constitue un point fort des activités de rétro-numérisation de la ZLB. Outre la numérisation rétrospective continue d'œuvres du domaine public issues des collections berlinoises, dont des cartes et des plans de ville, il convient de souligner, parmi les projets de rétrodiscovery menés jusqu'à présent par la ZLB, les annuaires et répertoires téléphoniques berlinois à partir de 1799, les écrits officiels et parlementaires berlinois à partir du début du XIXe siècle ainsi que différentes revues culturelles et architecturales berlinoises. Les documents rétro-numérisés sont publiés dans la Digitalen Landesbibliothek Berlin de la ZLB, où ils sont pour la plupart proposés en consultation illimitée en texte intégral et avec des possibilités de téléchargement gratuit.
Les collections historiques et les collections spéciales (de) font partie des collections berlinoises de la ZLB. Ils comprennent un total d'environ 500 000 volumes dans plus de 50 bibliothèques privées de personnalités berlinoises, principalement des XIXe et XXe siècles. siècle. Les collections de Berlin contiennent également plus de 55 000 autographes et documents de succession de personnalités berlinoises.
En tant que bibliothèque d'État, la ZLB a le mandat légal de collecter et de conserver en permanence tout ce qui est publié à Berlin, quel que soit son contenu. La ZLB apporte ainsi une contribution importante à la préservation des biens culturels écrits du Land de Berlin. La loi sur le dépôt légal en fournit la base.

## Centre de compétence pour la préservation
Le Centre de compétence pour la conservation des archives et des bibliothèques de Berlin et Brandebourg (KBE) est situé au ZLB. Il est fondé à l'initiative de la Chancellerie du Sénat pour les affaires culturelles d'État de Berlin et du ministère des Sciences, de la Recherche et de la Culture du Land de Brandebourg.

## Perspectives des médias
L'acquisition et l'offre de médias de la part de la Bibliothèque centrale et d'État de Berlin - font l'objet de controverses - en interne et dans le cadre d'une campagne de protestation avec plus de 20.000 signataires. Sur environ 70 000 nouveauxmédias par an, environ 28 000 arrivent à la ZLB sous forme de dons ou d'exemplaires déposés par les maisons d'édition berlinoises. Près de 40 000 médias sont sélectionnés par le comité de lecture interne jusqu'en 2016. Sous la direction du nouveau conseil d'administration et directeur de gestion Volker Heller (de), en poste depuis 2012, une restructuration est mise en œuvre, qui devait conduire à une rationalisation de l'acquisition et de la saisie des nouveaux médias et au transfert d'une grande partie du travail qui y est lié vers d'autres points forts. Avec moins de 5 pour cent de "taux de prestations externes", la ZLB est plus de dix fois inférieure aux valeurs de référence d'autres bibliothèques publiques et scientifiques.
La direction de la ZLB déclare que l'uniformité n'était pas prévue, mais que les lecteurs doivent passer beaucoup moins de temps à consulter les listes de commande et à confectionner les livres, afin d'avoir plus de marge de manœuvre pour le suivi des utilisateurs et l'enseignement des compétences numériques. La nouvelle orientation de la gestion des collections souhaitée par la ZLB est soutenue par l'association professionnelle des bibliothèques dbv-Berlin.
Aujourd'hui, une grande partie des nouveaux médias acquis le sont par lots, sur la base de profils établis en interne, appelés "standing orders". Ces acquisitions sont complétées par des achats supplémentaires de différents types. Ces changements dans l'acquisition des médias font depuis longtemps l'objet d'un débat public.